# Egon Albrecht-Lemke
Egon Albrecht-Lemke (19 de mayo de 1918 - 25 de agosto de 1944) fue un piloto de la Luftwaffe germano-brasileño, condecorado con la Cruz de Caballero de la Cruz de Hierro durante la Segunda Guerra Mundial. Albrecht consiguió 25 victorias aéreas, 10 en el frente occidental y 15 en el frente oriental.

## Carrera
Albrecht-Lemke nació el 19 de mayo de 1918 en Curitiba, Brasil. Hijo de Frederico Albrecht y Hedwig Elditt Albrecht, se trasladó a Alemania antes de cumplir los 18 años y se afilió al Partido Nacionalsocialista Obrero Alemán en 1937. Tres años más tarde, Albrecht-Lemke servía en el 6.º Staffel de la Zerstörergeschwader 1 operando cazas pesados Messerschmitt Bf 110 Zerstörer (destructor). Su unidad fue rediseñada y rebautizada como la 9.º Zerstörergeschwader 76 (ZG 76) en junio de 1940, y después como la 6.º Staffel Schnellkampfgeschwader 210 (SKG 210-210th Fast Bomber Wing) en abril de 1941. Albrecht voló en operaciones de combate sobre el Frente Oriental.
Albrecht-Lemke fue nombrado Staffelkapitän (jefe de escuadrón) en junio de 1942. Ya como Oberleutnant, Albrecht-Lemke fue condecorado con la Cruz de Caballero de la Cruz de Hierro en mayo de 1943 por haber obtenido 15 victorias aéreas, además de derribar 11 aviones y haber atacado 162 vehículos de motor, 254 vehículos cubiertos, 3 locomotoras, 8 posiciones Flak, 12 posiciones de cañones antitanque y 8 posiciones de infantería destruidas en tierra.
En octubre de 1943, Albrecht sucedió al Hauptmann Karl-Heinrich Matern, muerto en combate el 8 de octubre, como Gruppenkommandeur (comandante de grupo) del II. Gruppe de ZG 1. La unidad fue reubicada en el Frente Occidental, con base en la costa atlántica de Francia, volando en misiones sobre el Golfo de Vizcaya. Más tarde, a finales de 1943, fue transferido a Austria para combatir las incursiones de la 15.ª Fuerza Aérea de la USAAF estadounidense, con base en Italia.
Después de sufrir graves pérdidas en julio de 1944, el II./ZG 1 pasó a ocupar los cazas Messerschmitt Bf 109 G y su unidad fue rebautizada como III./Jagdgeschwader 76. Albrecht-Lemke dirigió entonces su escuadrón durante la batalla de Normandía y la liberación de Francia por parte de las fuerzas aliadas. 
El 25 de agosto de 1944, Albrecht fue interceptado por cazas P-51 Mustang de la USAAF y derribado mientras volaba en su Bf 109 G-14 cerca de Creil. Albrecht-Lemke saltó de su avión siniestrado, pero fue encontrado muerto en tierra cerca de Saint-Claude, Oise (erróneamente confundido con la localidad de Saint-Claude, en Jura).
De acuerdo con Albrecht-Lemke, el piloto consiguió durante su carrera militar un total de 25 victorias, 15 de ellas en el frente oriental y 10 en el frente occidental. Este total incluía al menos seis bombarderos cuatrimotores B-24 de la USAAF. Además, declaró 11 aviones destruidos en tierra en el Frente Oriental. Mathews y Foreman, autores de Ases de la aviación de la Luftwaffe: Biografías y victorias reivindicadas (Luftwaffe Aces - Biographies and Victory Claims), investigaron en los Archivos Federales alemanes y encontraron registros de al menos 18 victorias aéreas por parte del piloto germano-brasileño. Esta cifra incluye once victorias aéreas en el Frente Oriental y siete bombarderos cuatrimotores derribados en el Frente Occidental.

## Condecoraciones
- Frontflugspange de la Luftwaffe
- Medalla de herido (1939)
  - en Negro o en Plata
- Cruz de Hierro (1939)
  - Segunda Clase
  - Primera Clase
- Copa de Honor de la Luftwaffe el 21 de septiembre de 1942 como Leutnant y piloto.[5][6]
- Cruz Alemana dorada el 3 de diciembre de 1942 como Leutnant de la II./Zerstörergeschwader 1.[7]
- Cruz de Caballero de la Cruz de Hierro el 22 de mayo de 1943 como Oberleutnant y Staffelführer de la 9./Zerstörergeschwader 76.[8][1]